# Сьомий клас державного службовця
Сьомий клас державного службовця (кор. 7급 공무원) — це південнокорейський телесеріал, що розповідає історія про шпигунів-початківців Кім Со Вон і Хан Кіль Ро, що тренувалися разом у NIS, проте мають приховувати один від одного свої справжні особи. Серіал є ремейком фільму 2009 року під тією ж корейською назвою сценариста Чхон Сон Іль. Серіал виходив щосереди та щочетверга на телеканалі MBC з 23 січня по 28 березня 2013. У головних ролях Чхве Кан Хі та Чу Вон.

## Сюжет
Відтоді як в дитинстві він подивився серію фільмів про Джеймса Бонда, Кіль Ро мріяв стати шпигуном. Він врешті-решт проходить до Національної розвідувальної служби (NIS), проте зіштовхується з труднощами незадовго після вступу. У той же час, Со Вон з бідної сім'ї, що проходить до NIS з метою утримування своєї сім'ї. Поступово протягом роботи Кіль Ро і Со Вон закохується один в одного, однак заради своєї роботи вони повинні приховувати правду один від одного, або навіть пожертвувати своїм щастям чи життям.

## Акторський склад

### Головні ролі
- Чхве Кан Хі як Кім Со Вон/Кім Кьон Джа[3][2]
- Чу Вон як Хан Кіль Ро/Хан Пхіль Хун[3]

### Другорядні ролі

#### Працівники NIS
- Хван Чха Сон як Кон То Ха[2]
- Кім Мін Со як Сін Сон Мі
- Ан Не Сан як Кім Вон Сок
- Чан Йон Нам як Чан Йон Сун
- Сон Чін Йон як Кім Пхун Он[2]
- Чхве Чон Хван як О Кван Дже
- Лі Ель як Пак Со Йон[5]

#### Люди, що планують помститися NIS
- Ом Тхе Ун як Чхве У Хьок
- Кім Су Хьон як Кім Мі Ре
- Лім Юн Хо як JJ/Чхве У Джін

#### Сім'я Кіль Ро
- Токґо Йон Дже як Хан Чу Ман, батько Кіль Ро
- Ім Є Джін як Ко Су Джа, мати Кіль Ро

#### Сім'я Со Вон
- Лі Хан Ві як Кім Пхан Сок, батько Со Вон
- Кім Мі Ґьон як О Мак Не, мати Со Вон

## Оригінальні звукові доріжки

### Повний альбом
| 7th Grade Civil Servant (Original Television Soundtrack) | 7th Grade Civil Servant (Original Television Soundtrack) | 7th Grade Civil Servant (Original Television Soundtrack) | 7th Grade Civil Servant (Original Television Soundtrack) |
| #                                                        | Назва                                                    | Виконавець                                               | Тривалість                                               |
| -------------------------------------------------------- | -------------------------------------------------------- | -------------------------------------------------------- | -------------------------------------------------------- |
| 1.                                                       | «너에게 가는 길» (Feat. Тхек Йон)                        | Чунхо                                                    | 3:25                                                     |
| 2.                                                       | «꽃이 핀다»                                              | Пак Чі Хон                                               | 4:09                                                     |
| 3.                                                       | «I'll Be There For You»                                  | Чан Хан Бьоль з Led Apple                                | 4:14                                                     |
| 4.                                                       | «A Stranger»                                             | Big Baby Driver                                          | 2:34                                                     |
| 5.                                                       | «사랑할 줄 몰라서»                                       | Ashgray                                                  | 2:52                                                     |
| 6.                                                       | «말하지 그랬어»                                          | 스피넬                                                   | 4:50                                                     |
| 7.                                                       | «어떡해»                                                 | 멜로디데이                                               | 3:48                                                     |
| 8.                                                       | «I'll Be There For You (Korean Ver.)»                    | Чан Хан Бьоль з Led Apple                                | 4:13                                                     |
| 9.                                                       | «사랑할 줄 몰라서»                                       | Чу Вон                                                   | 2:52                                                     |
| 10.                                                      | «너에게 가는 길 (Inst.)»                                 | Various Artists                                          | 3:27                                                     |
| 11.                                                      | «꽃이 핀다 (Inst.)»                                      | Various Artists                                          | 4:07                                                     |
| 12.                                                      | «I'll Be There For You (Inst.)»                          | Various Artists                                          | 4:15                                                     |
| 13.                                                      | «A Stranger (Inst.)»                                     | Various Artists                                          | 2:35                                                     |
| 14.                                                      | «사랑할 줄 몰라서 (Inst.)»                               | Various Artists                                          | 2:51                                                     |
| 15.                                                      | «말하지 그랬어 (Inst.)»                                  | Various Artists                                          | 4:50                                                     |
| 16.                                                      | «어떡해 (Inst.)»                                         | Various Artists                                          | 3:49                                                     |
| 17.                                                      | «The Secret Lover (Original Ver.)»                       | Various Artists                                          | 2:07                                                     |
| 18.                                                      | «A Stranger (Guitar Ver.)»                               | Various Artists                                          | 1:52                                                     |
| 19.                                                      | «Racing Go Go»                                           | Various Artists                                          | 1:31                                                     |
| 20.                                                      | «지금은 멀리 있지만»                                     | Various Artists                                          | 2:14                                                     |
| 21.                                                      | «The Way To Love»                                        | Various Artists                                          | 2:15                                                     |

### Альбом частинами
| 7th Grade Civil Servant (Original Television Soundtrack), Part 1 | 7th Grade Civil Servant (Original Television Soundtrack), Part 1 | 7th Grade Civil Servant (Original Television Soundtrack), Part 1 | 7th Grade Civil Servant (Original Television Soundtrack), Part 1 |
| #                                                                | Назва                                                            | Виконавець                                                       | Тривалість                                                       |
| ---------------------------------------------------------------- | ---------------------------------------------------------------- | ---------------------------------------------------------------- | ---------------------------------------------------------------- |
| 1.                                                               | «너에게 가는 길» (Feat. Тхек Йон)                                | Чунхо                                                            | 3:25                                                             |
| 2.                                                               | «너에게 가는 길 (Inst.)»                                         | Чунхо                                                            | 3:25                                                             |

| 7th Grade Civil Servant (Original Television Soundtrack), Part 2 | 7th Grade Civil Servant (Original Television Soundtrack), Part 2 | 7th Grade Civil Servant (Original Television Soundtrack), Part 2 | 7th Grade Civil Servant (Original Television Soundtrack), Part 2 |
| #                                                                | Назва                                                            | Виконавець                                                       | Тривалість                                                       |
| ---------------------------------------------------------------- | ---------------------------------------------------------------- | ---------------------------------------------------------------- | ---------------------------------------------------------------- |
| 1.                                                               | «꽃이 핀다»                                                      | Пак Чі Хон                                                       | 4:09                                                             |
| 2.                                                               | «A Stranger»                                                     | Big Baby Driver                                                  | 2:34                                                             |
| 3.                                                               | «꽃이 핀다 (Inst.)»                                              | Пак Чі Хон                                                       | 4:09                                                             |
| 4.                                                               | «A Stranger (Inst.)»                                             | Big Baby Driver                                                  | 2:34                                                             |

| 7th Grade Civil Servant (Original Television Soundtrack), Part 3 | 7th Grade Civil Servant (Original Television Soundtrack), Part 3 | 7th Grade Civil Servant (Original Television Soundtrack), Part 3 | 7th Grade Civil Servant (Original Television Soundtrack), Part 3 |
| #                                                                | Назва                                                            | Виконавець                                                       | Тривалість                                                       |
| ---------------------------------------------------------------- | ---------------------------------------------------------------- | ---------------------------------------------------------------- | ---------------------------------------------------------------- |
| 1.                                                               | «I'll Be There For You»                                          | Чан Хан Бьоль з Led Apple                                        | 4:14                                                             |
| 2.                                                               | «말하지 그랬어»                                                  | 스피넬                                                           | 4:50                                                             |
| 3.                                                               | «I'll Be There For You (Inst.)»                                  | Чан Хан Бьоль з Led Apple                                        | 4:14                                                             |
| 4.                                                               | «말하지 그랬어 (Inst.)»                                          | 스피넬                                                           | 4:50                                                             |

| 7th Grade Civil Servant (Original Television Soundtrack), Part 4 | 7th Grade Civil Servant (Original Television Soundtrack), Part 4 | 7th Grade Civil Servant (Original Television Soundtrack), Part 4 | 7th Grade Civil Servant (Original Television Soundtrack), Part 4 |
| #                                                                | Назва                                                            | Виконавець                                                       | Тривалість                                                       |
| ---------------------------------------------------------------- | ---------------------------------------------------------------- | ---------------------------------------------------------------- | ---------------------------------------------------------------- |
| 1.                                                               | «어떡해»                                                         | 멜로디데이                                                       | 3:48                                                             |
| 2.                                                               | «사랑할 줄 몰라서»                                               | Чу Вон                                                           | 2:52                                                             |
| 3.                                                               | «어떡해 (Inst.)»                                                 | 멜로디데이                                                       | 3:48                                                             |
| 4.                                                               | «사랑할 줄 몰라서 (Inst.)»                                       | Чу Вон                                                           | 2:52                                                             |

## Рейтинги
Найнижчі рейтинги позначені синім кольором, а найвищі — червоним кольором.
| Серія            | Дата показу      | Середнє значення кількості переглядів | Середнє значення кількості переглядів    | Середнє значення кількості переглядів | Середнє значення кількості переглядів    |
| Серія            | Дата показу      | TNmS Ratings                          | TNmS Ratings                             | AGB Nielsen                           | AGB Nielsen                              |
| Серія            | Дата показу      | Загальнонаціональні                   | Сеульський національний столичний регіон | Загальнонаціональні                   | Сеульський національний столичний регіон |
| ---------------- | ---------------- | ------------------------------------- | ---------------------------------------- | ------------------------------------- | ---------------------------------------- |
| 1                | 23 січня 2013    | 12,8 %                                | 15,6 %                                   | 12,7 %                                | 14,6 %                                   |
| 2                | 24 січня 2013    | 14,0 %                                | 16,0 %                                   | 14,5 %                                | 16,9 %                                   |
| 3                | 30 січня 2013    | 16,0 %                                | 18,1 %                                   | 15,9 %                                | 18,1 %                                   |
| 4                | 31 січня 2013    | 15.8 %                                | 18,8 %                                   | 15,2 %                                | 17,2 %                                   |
| 5                | 6 лютого 2013    | 17,1 %                                | 20,1 %                                   | 16,0 %                                | 17,7 %                                   |
| 6                | 7 лютого 2013    | 14,9 %                                | 16,8 %                                   | 14,3 %                                | 16,0 %                                   |
| 7                | 13 лютого 2013   | 13,3 %                                | 14,0 %                                   | 12,7 %                                | 13,3 %                                   |
| 8                | 14 лютого 2013   | 13,8 %                                | 15,1 %                                   | 12,1 %                                | 13,2 %                                   |
| 9                | 20 лютого 2013   | 12,6 %                                | 12,9 %                                   | 12,5 %                                | 13,8 %                                   |
| 10               | 21 лютого 2013   | 12,4 %                                | 13,1 %                                   | 11,4 %                                | 12,5 %                                   |
| 11               | 27 лютого 2013   | 11,8 %                                | 13,2 %                                   | 10,0 %                                | 10,7 %                                   |
| 12               | 28 лютого 2013   | 11,0 %                                | 11,8 %                                   | 10,6 %                                | 11,8 %                                   |
| 13               | 8 березня 2013   | 10,0 %                                | 10,6 %                                   | 9,2 %                                 | 10,8 %                                   |
| 14               | 7 березня 2013   | 9,9 %                                 | 11,3 %                                   | 9,9 %                                 | 10,8 %                                   |
| 15               | 13 березня 2013  | 8,8 %                                 | 9,3 %                                    | 7,9 %                                 | 8,8 %                                    |
| 16               | 14 березня 2013  | 9,0 %                                 | 8,8 %                                    | 8,5 %                                 | 9,1 %                                    |
| 17               | 20 березня 2013  | 9,3 %                                 | 10,9 %                                   | 9,8 %                                 | 10,9 %                                   |
| 18               | 21 березня 2013  | 9,5 %                                 | 10,8 %                                   | 8,4 %                                 | 9,0 %                                    |
| 19               | 27 березня 2013  | 7,9 %                                 | 8,4 %                                    | 7,5 %                                 | 7,7 %                                    |
| 20               | 28 березня 2013  | 9,0 %                                 | 9,4 %                                    | 8,4 %                                 | 8,6 %                                    |
| Середнє значення | Середнє значення | 12,0 %                                | 13,2 %                                   | 11,4 %                                | 12,6 %                                   |

## Нагороди та номінації
| Рік  | Нагорода                     | Категорія                                                     | Отримувач     | Результат | Примітки |
| ---- | ---------------------------- | ------------------------------------------------------------- | ------------- | --------- | -------- |
| 2013 | Премія MBC драма             | Нагорода за майстерність, Найкращий актор мінісеріалу         | Чу Вон        | Перемога  | [ 17 ]   |
| 2013 | Премія MBC драма             | Нагорода за високу майстерність, Найкраща акторка мінісеріалу | Чхве Кан Хі   | Номінація | [ 18 ]   |
| 2013 | 49-та Премія мистецтв Пексан | Нагорода за популярність (чоловіки)                           | Хван Чхан Сон | Номінація | [ 19 ]   |
| 2013 | 49-та Премія мистецтв Пексан | Нагорода за популярність (жінки)                              | Чхве Кан Хі   | Номінація | [ 19 ]   |

## Виноски
1. ↑  В англійському перекладі фільм переклали як «Моя дівчина — агент».